# Miroslav Vratil
Miroslav Vratil (né le 12 avril 1920 à Kosorín et mort à une date inconnue) est un joueur de football tchécoslovaque .

## Biographie
Miroslav Vratil commence sa carrière pendant la Seconde Guerre mondiale lorsque le milieu de terrain slovaque intègre l'équipe de première division du FK Viktoria Žižkov en 1943. Il joue pour le club du district de Prague au-delà de la fin de la guerre et connaît quelques succès en tant que buteur avec respectivement neuf et huit buts inscrit au cours des saisons 1945/46 et 1946/47. En 1947, il quitte son pays d'origine, qui est alors sur le point de rentrer dans la sphère d'influence de l'Union soviétique, et se rend en France .
En France, le joueur joue encore en première division, après s'être engagé avec le club du sud de la France, l'Olympique de Marseille. Comme la ligue tchécoslovaque, le championnat français est déjà une ligue professionnelle et Vratil fait sa première apparition le 24 août 1947 lors d'une victoire 3-2 contre le Toulouse FC. Le 22 février 1948, il joue son dernier des 14 matchs de première division française, marquant deux buts ; bien qu'il ne soit plus aligné par la suite (les remplacements en cours de match n'étant pas la norme à l'époque), il fait partie de l'équipe olympienne sacrée championne de France en 1947/48. À la suite de ce succès, il met fin à sa carrière professionnelle,.

## Palmarès
Olympique de Marseille
- Championnat de France (1) :
  - Champion : 1947-48.